# Fleur Agema
Marie-Fleur Agema (ur. 16 września 1976 w m. Purmerend) – holenderska polityk i architektka, posłanka do Tweede Kamer, w latach 2024–2025 wicepremier oraz minister zdrowia, zabezpieczenia społecznego i sportu.

## Życiorys
W 1999 ukończyła studia licencjackie z architektury w ArtEZ. Uzyskała magisterium z tej samej dziedziny w Amsterdamse Hogeschool voor de Kunsten (2001) oraz ze sztuk pięknych w Hogeschool voor de Kunsten Utrecht (2005). Pracowała w branży gastronomicznej, a w latach 1999–2003 jako projektantka w firmie architektonicznej.
W latach 2002–2004 należała do Listy Pima Fortuyna. Od 2003 do 2007 była członkinią stanów prowincjonalnych Holandii Północnej. W 2006 zaangażowała się w działalność polityczną w ramach Partii Wolności. W tym samym roku po raz pierwszy uzyskała mandat posłanki do Tweede Kamer. Do niższej izby Stanów Generalnych była następnie wybierana w 2010, 2012, 2017, 2021 i 2023. Obejmowała funkcję wiceprzewodniczącej frakcji deputowanych swojego ugrupowania.
W lipcu 2024 objęła urzędy wicepremiera oraz ministra zdrowia, zabezpieczenia społecznego i sportu w nowo powołanym rządzie Dicka Schoofa. Odeszła z tych funkcji w czerwcu 2025, gdy PVV opuściła koalicję rządową.

## Życie prywatne
Jej partnerem został polityk Léon de Jong, z którym ma córkę. W 2012 ujawniła, że zdiagnozowano u niej stwardnienie rozsiane.